# Фортепиано
Фортепиа́но или фортепья́но (от итал. forte — громко, piano — тихо) — струнный ударно-клавишный музыкальный инструмент.

## История
Предшественниками фортепиано являлись клавесины и изобретённые позднее клавикорды. Их недостатками были быстро затухающий звук, что мешало игре легато, и постоянный уровень громкости (относится только к клавесину), что исключало одно из важных выразительных средств музыки — динамику.
Фортепиано — клавишный струнный инструмент с горизонтальным (рояль) или вертикальным (пианино) расположением струн. На звучание фортепиано большое влияние оказывает его конструкция, с XVIII в. претерпевшая значительные изменения. Фортепиано состоит из акустического аппарата (резонансная дека, струнная одежда), клавишного механизма, опорных конструкций (футор, металлическая рама, вирбельбанк). Сложная система рычагов механизма позволяет передать усилие от играющего через клавишу к молоточку, удар которого по струне производит звук. Современный диапазон фортепиано — 7+1⁄4 октав (88 клавиш).
Изобрёл фортепиано итальянский клавесинный мастер Бартоломео Кристофори (1655—1731), с 1698 г. работавший над созданием молоточкового механизма для клавесина (официальная дата — около 1709 г.). В 1711 г. механизм был подробно описан Сципионом Маффеи в венецианском журнале «Giornale dei letterati d’Italia». Инструмент был назван «gravicembalo col piano e forte» (клавесин с тихим и громким звуком), — пианофорте — а впоследствии закрепилось название фортепиано. В изобретении Б. Кристофори были заложены основные детали современного механизма фортепиано — молоточек, шпиллер, шультер, фенгер, демпфер. Изобретение Кристофори положило начало развитию механики английской системы. Другие виды механики были разработаны Мариусом во Франции (1716) и Шрётером в Германии (1717—1721).
В последующие годы улучшение конструкции фортепиано было связано с эволюцией клавишного механизма, введением чугунной рамы, педалей, увеличением диапазона, изменением расположения струн. Над клавишным механизмом в разное время работали К. Г. Шрётер, И. А. Зильберманн, И. А. Штайн, И. К. Цумпе, А. Беккерс, С. Эрар, Ю. Блютнер, Дж. Бринсмид, Я. Беккер, Г. Лихтенталь, Шредер.
В 1721 году немецкий музыкант и педагог Готтлиб Шрётер (1699—1782) изобрёл принципиально другой механизм, в котором молоточек, укреплённый на конце клавиши, подбрасывался и ударял по струне (Prellmechanik). Во второй четверти XVIII в. производством фортепиано начинают заниматься немецкие органные мастера, из которых наиболее известны Г. Зильберманн и И. Штайн.
Иоганн Андреас Штайн (1728—1792), ученик Г. Зильберманна (1683—1734), реализовавшего идею Г. Шрётера, в 1770 году усовершенствовал этот механизм. Теперь пианист мог с большей лёгкостью исполнять виртуозные произведения, однако существенным недостатком была слабая репетиция. Механизм Штайна (Prellzungenmechanik) получил название «венского» или «немецкого» и был в употреблении практически без изменений вплоть до середины XIX в.
С 1750-х гг. в Лондоне Иоганн Кристоф Цумпе (1726—1790) стал делать четырёхугольные фортепиано, снабжая их немного изменённым механизмом Кристофори.
С 1760-х гг. фортепиано широко распространяется во всех европейских странах, в том числе в России.
В 1821—1823 гг. Себастьян Эрар изобрёл механику «двойной репетиции», которая позволяла извлекать звук при быстром повторном нажатии с полухода клавиши. В механике английской системы такое повторение было возможно лишь при полном поднятии клавиши, а значит — при этом демпфер успевал заглушить струну.
В России фортепианное дело было прежде всего связано с Петербургом.
Только в XVIII веке там работало свыше 50 фортепианных мастеров. На развитие фабричного производства фортепиано первой половины XIX века повлияла деятельность первого российского фортепианного фабриканта, поставщика императорского Двора английского мастера Г. Феврие, немецких мастеров И.-А. Тишнера, К.-И. Вирта, А.-Х. Шрёдера, И.-Ф. Шрёдера и фирм «К. М. Шредер» и «Я.Беккер», с 1840 г., бельгийца Г.-Г. Лихтенталя.
Известны имена более 1000 фортепианных мастеров, работавших в России до революции 1917 г. Этими исследованиями, а также вопросами атрибуции и экспертизы фортепиано занимается инструментовед, кандидат филологических наук, фортепианный мастер С.-Петербургской консерватории М. В. Сергеев. Им подготовлен «Иллюстрированный каталог музыкальных фирм России 1710—1918».
В середине XIX века в Германии открылись фабрики Ю. Блютнера, К. Бехштейна, в США — Стейнвей и сыновья, долгие годы не имевшие себе равных. С 1828 года по сей день в Австрии (Вена) существует фортепианная фабрика Bösendorfer — старейшая из ныне действующих.
В XX веке появились принципиально новые инструменты — электронные пианино и синтезаторы, а также особая форма звукоизвлечения — подготовленное фортепиано.
Первое музыкальное произведение, написанное специально для фортепиано, появилось в 1732 году (соната Лодовико Джустини). Однако в массовом порядке композиторы начали ориентироваться на фортепиано, а не на клавесин, сорока-пятьюдесятью годами позже, во времена Гайдна и Моцарта.

## Возраст фортепиано
С начала изобретения фортепиано и по сегодняшний день во всём мире работали более 20 000 фортепианных мастеров и фирм, выпускавших рояли и пианино. Каждый инструмент маркируется собственным серийным номером, по которому можно определить год выпуска фортепиано.
Как правило, номера ставятся на чугунную раму вверху, в районе её крепления к вирбельбанку. У фортепиано производства ГДР номера ставились на молоточках в крайнем правом регистре.
У фортепиано XIX — начала XX веков номера часто ставились на внутренней боковой стенке или на резонансной деке.
Дополнительным фактором, позволяющим определять год выпуска фортепиано, может быть номер механики.

## Разновидности

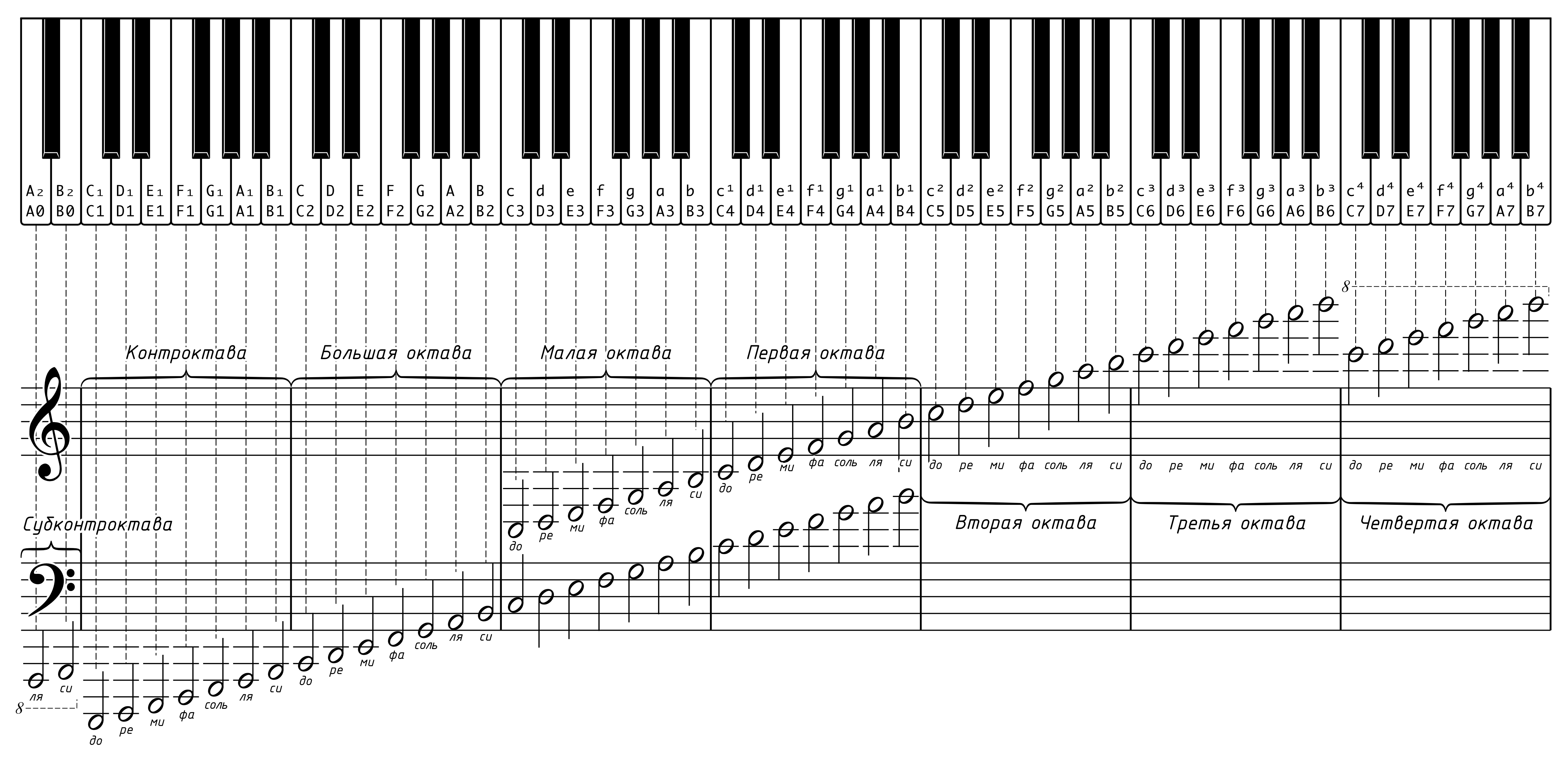
Диапазон фортепиано с 88 клавишами 7 октав

Фортепиано делятся на инструменты с горизонтальным расположением струн (рояль, роялино, четырёхугольное фортепиано) и вертикальным (пианино, пиано-лира, пиано-буфет и др.).
В России первое вертикальное фортепиано приписывается К.-Э. Фридеричи (Гера, Германия, 1745 г.). Однако Доменико дель Мела (Италия) уже создал такое фортепиано в 1739 г.
Самое раннее из известных четырёхугольных фортепиано вышло в 1742 г. из мастерской Иоганна Зехера (нем. Johann Söcher) в Зантхофене (Бавария), а в 1748 году такие же инструменты делал и Г. Зильберман.
С 1870-х гг. в России производство роялино и четырёхугольных фортепиано крупными фирмами было прекращено.

## Устройство фортепиано

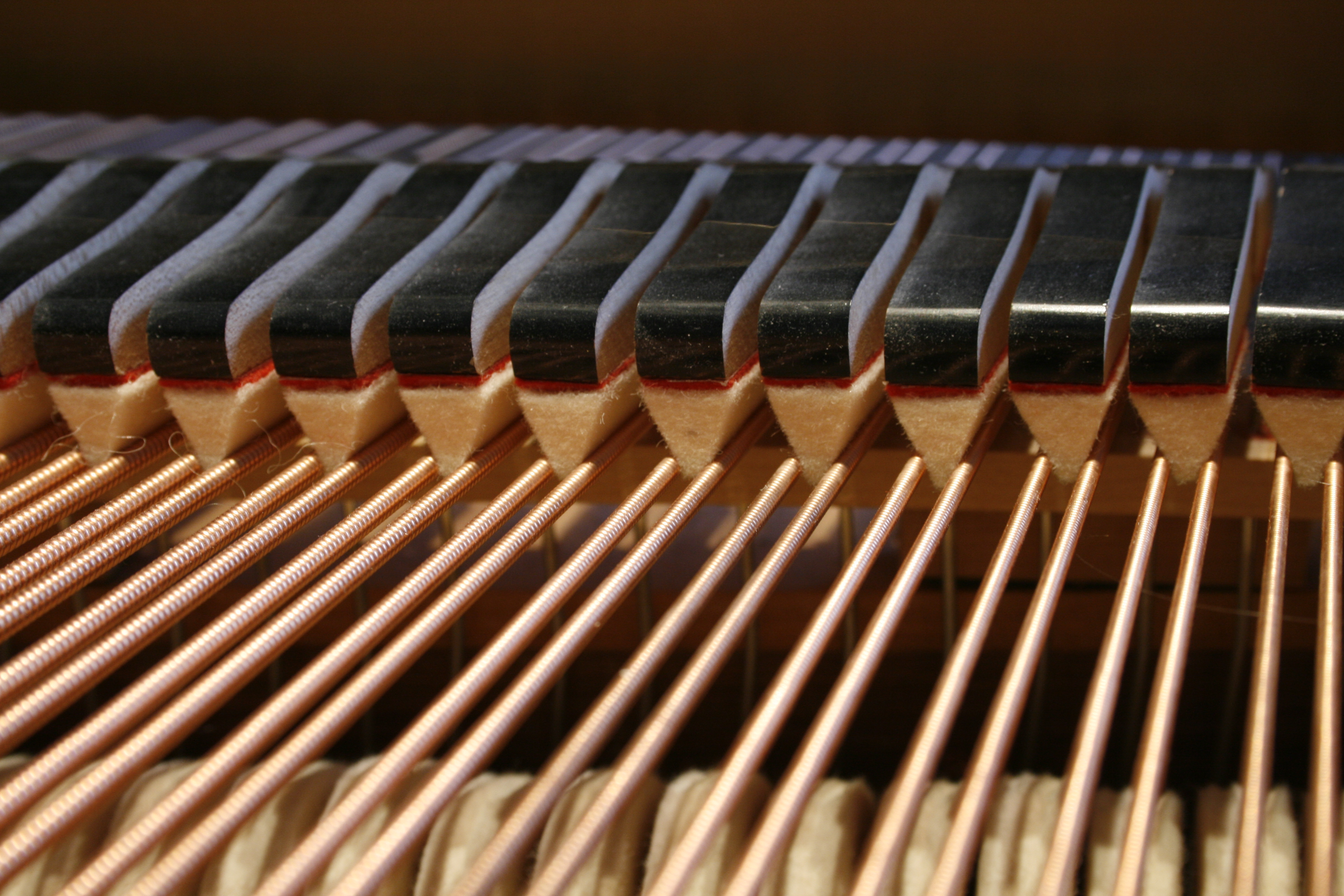
Рояль изнутри: видны обитые войлоком молоточки, струны (в показанном диапазоне — по 2 струны на один хор), над струнами - демпферы, гасящие колебания струн.

Струны с помощью вирбелей (колков) натянуты на чугунной раме, проходя через дискантовый и басовый штеги, приклеенные к резонансной деке (в пианино дека находится в вертикальном положении, в роялях — в горизонтальном). Для 10-13 звуков нижнего регистра используется одна струна, для среднего и высокого регистров используется парный или тройной хор струн. Диапазон большинства фортепиано составляет 88 полутонов от ля субконтроктавы до до 5-й октавы. Более старые инструменты могут ограничиваться нотами до, ми, фа, соль, ля 4-й октавы; можно встретить инструменты и с более широким диапазоном.

### Действие фортепианной механики
Звук в фортепиано извлекается ударом молоточка о струны. В нейтральном положении струны, кроме последних полутора—двух октав, соприкасаются с демпферами (глушителями). При нажатии клавиш в действие приводится устройство из рычагов, ремешков и молоточков, называемое фортепианной механикой. После нажатия от соответствующего хора струн отходит демпфер, чтобы струна могла свободно звучать, и по нему ударяет молоточек, обитый фильцем (войлоком).
1 — рама и вирбельбанк
2 — откидная часть крышки
3 — каподастр
4 — демпфер
5 — неподвижная часть крышки
6 — контрклавиатура
7,8,9 — передача от правой педали
10 — педальный шток
11 — педаль
12 — штег
13 — задний штифт
14 — задняя пластина рамы
15 — резонансная дека
16 — струна.

### Педали

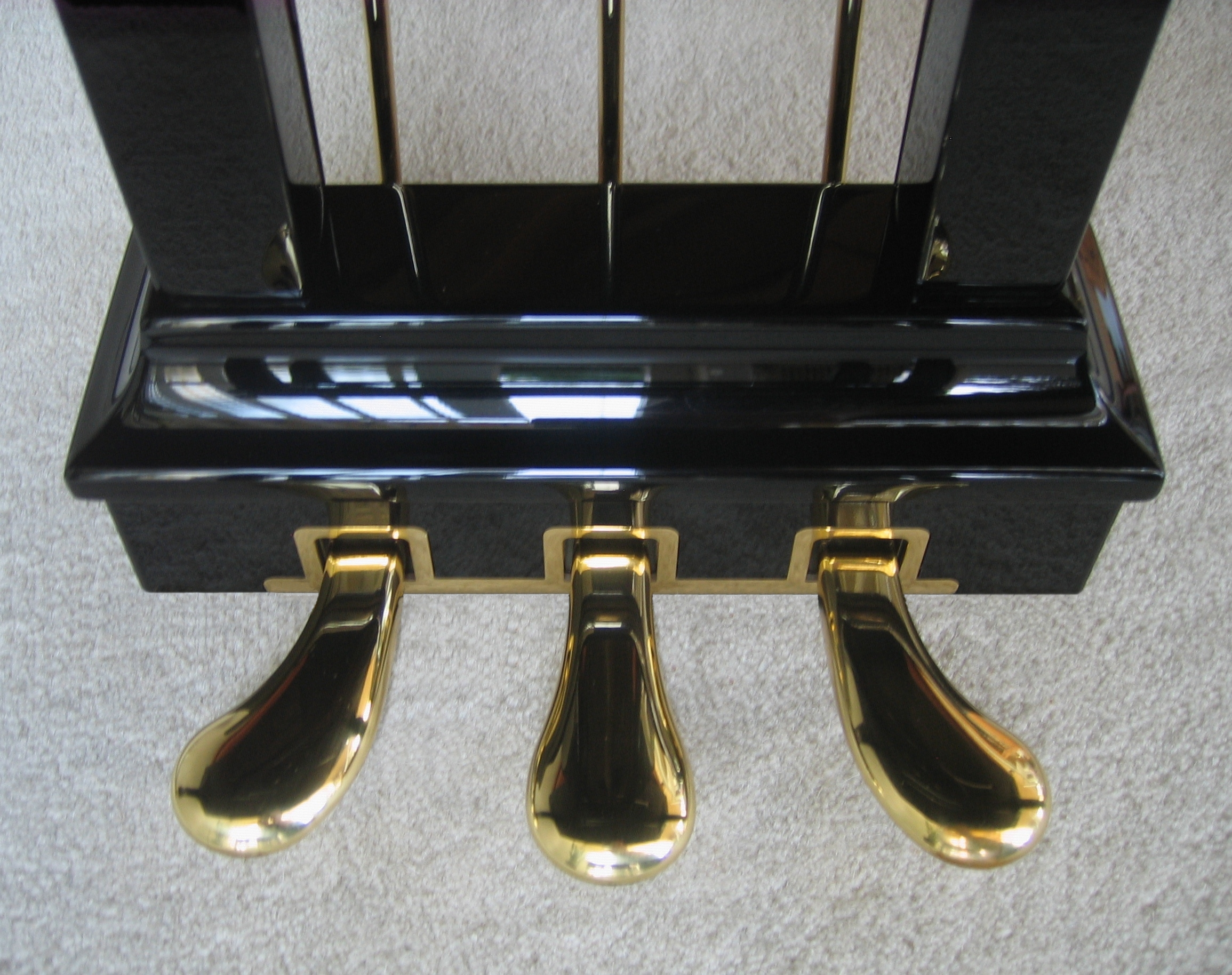
Педали фортепиано (рояль)

В современных фортепиано присутствует две или три педали. В более ранних инструментах для тех же целей использовались выдвижные рычаги, которые пианист должен был нажимать коленями.
Правая педаль (её называют иногда просто «педалью», так как используется она наиболее часто) поднимает сразу все демпферы, так что после отпускания клавиши соответствующие струны продолжают звучать. Кроме того, все остальные струны инструмента также начинают вибрировать, становясь вторичным источником звука. Правая педаль используется в двух целях: сделать последовательность извлекаемых звуков неразрывной (игра legato) там, где это невозможно сделать пальцами в силу технических сложностей, и обогатить звук новыми обертонами. Существует два способа использования педали: прямая педаль — нажатие педали перед нажатием клавиш, которые нужно задержать, и запаздывающая, когда педаль нажимается сразу после нажатия клавиши и до того, как её отпустили. В нотах эта педаль обозначается буквой P (или сокращением Ped.), а её снятие — звёздочкой. В музыке композиторов эпох романтизма и импрессионизма часто встречаются эти обозначения, обычно для придания звуку особого колорита.
Левая педаль используется для ослабления звучания. В роялях это достигается сдвигом молоточков вправо, так что вместо трёх струн хора они ударяют только по двум (в прошлом иногда только по одной). В пианино молоточки приближаются к струнам. Эта педаль используется значительно реже. В нотах она обозначается пометкой una corda («одна струна»), её снятие — пометкой tre corde («три струны») или tutte le corde («все струны»). Кроме ослабления звучания, использование левой педали при игре на рояле позволяет смягчить звук, сделать его более тёплым и приглушённым за счёт вибрации освободившихся струн хора.
Средняя (или третья, так как исторически она была добавлена последней) педаль у рояля служит для задержки избранных демпферов в поднятом состоянии. Демпферы, находящиеся в момент нажатия средней педали в поднятом состоянии, блокируются и остаются поднятыми до снятия педали. Остальные демпферы при этом продолжают вести себя как обычно, в том числе, в отношении основной правой педали. Сегодня эта педаль присутствует у большинства роялей и отсутствует у большинства пианино.
Из необычных педалей:
- Изменение громкости или тембра. Встречаются пианино, в которых средняя педаль сдвигается влево и таким образом фиксируется, при этом между молоточками и струнами помещается специальная ткань, из-за которой звук становится очень тихим, что позволяет музыканту играть, например, ночью. Бывает, что на ткань крепятся металлические «пятачки», которые ударяют по струнам в момент нажатия клавиши, и звук получается металлический, похожий на клавесин. В частности, эта техника применялась на пианино «Аккорд», выпускавшемся в СССР.
- Педаль резонанса. В этом режиме, как и с обычной правой педалью, поднимаются все демпферы; при отпускании клавиши демпфер останавливает струну и снова отходит от неё. Основная струна перестаёт играть, но остальные продолжают гудеть в унисон[15]. Этот режим удобен для отыгрывания стаккато, лучше передаёт органную музыку. Бывает, что полное нажатие правой педали работает как обычно, а полунажатие — даёт режим «резонанс».
- Отдельный мануал, который играется ногами, например, для репетиций органистов. См. Педальное фортепиано.
- В XVIII в., на волне увлечения турецкой военной музыкой, существовали так называемые «янычарские педали», дававшие различные звуковые эффекты (погремушки, колокольчики, барабанчики)[16][17][18]. До нас дошли инструменты с шестью такими эффектами. С янычарскими педалями иногда играют Турецкое рондо Моцарта.

## Игра на инструменте

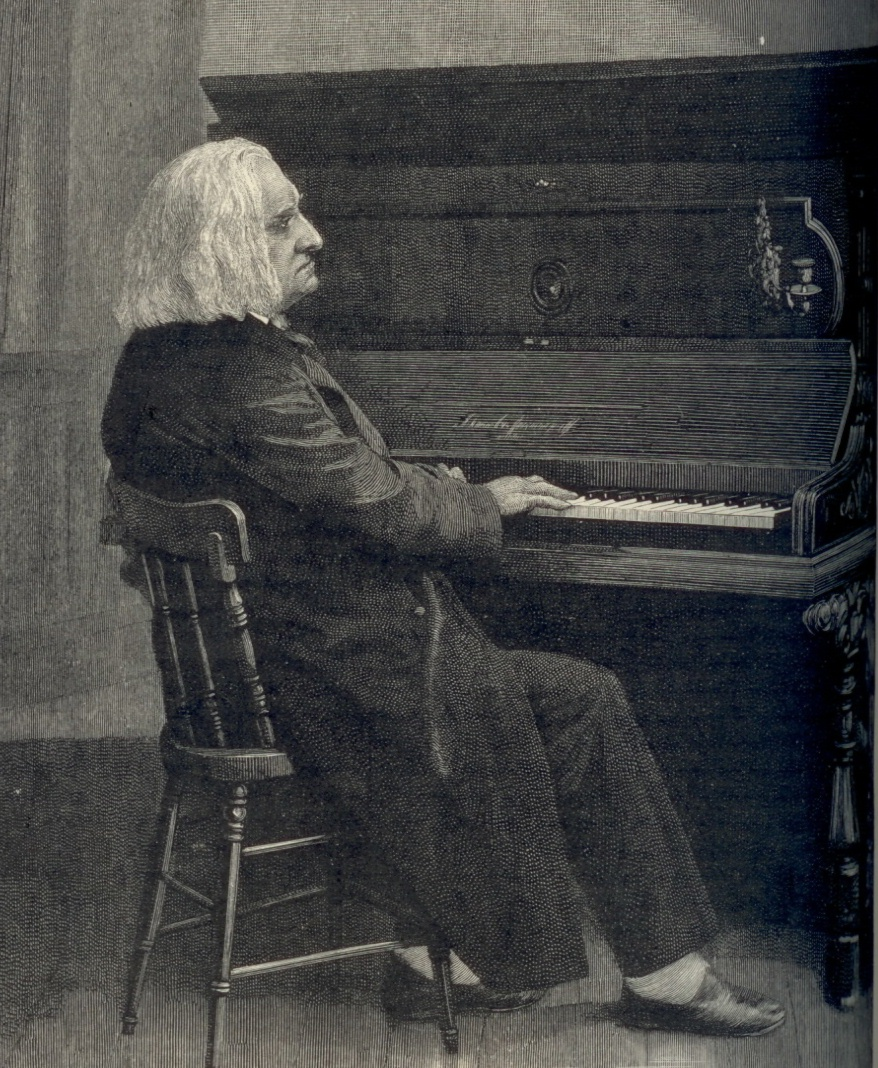
За фортепиано Ференц Лист, 1886.

Фортепиано используется для многих задач в музыке. На нем исполняют сольные произведения, играют концерты для фортепиано с оркестром. Часто пианист выступает в роли аккомпаниатора другим инструментам, таким как скрипка, виолончель, домра, духовым инструментам (как медным, так и деревянным).
Игра на фортепиано — занятие, требующее многолетних тренировок, внимания и самоотдачи.
Выдающиеся пианисты XX века — Сергей Рахманинов, Иосиф Гофман, Эмиль Гилельс, Святослав Рихтер, Владимир Горовиц, Артур Рубинштейн, Гленн Гульд, Фридрих Гульда и другие.

## Техническое обслуживание, настройка и условия содержания

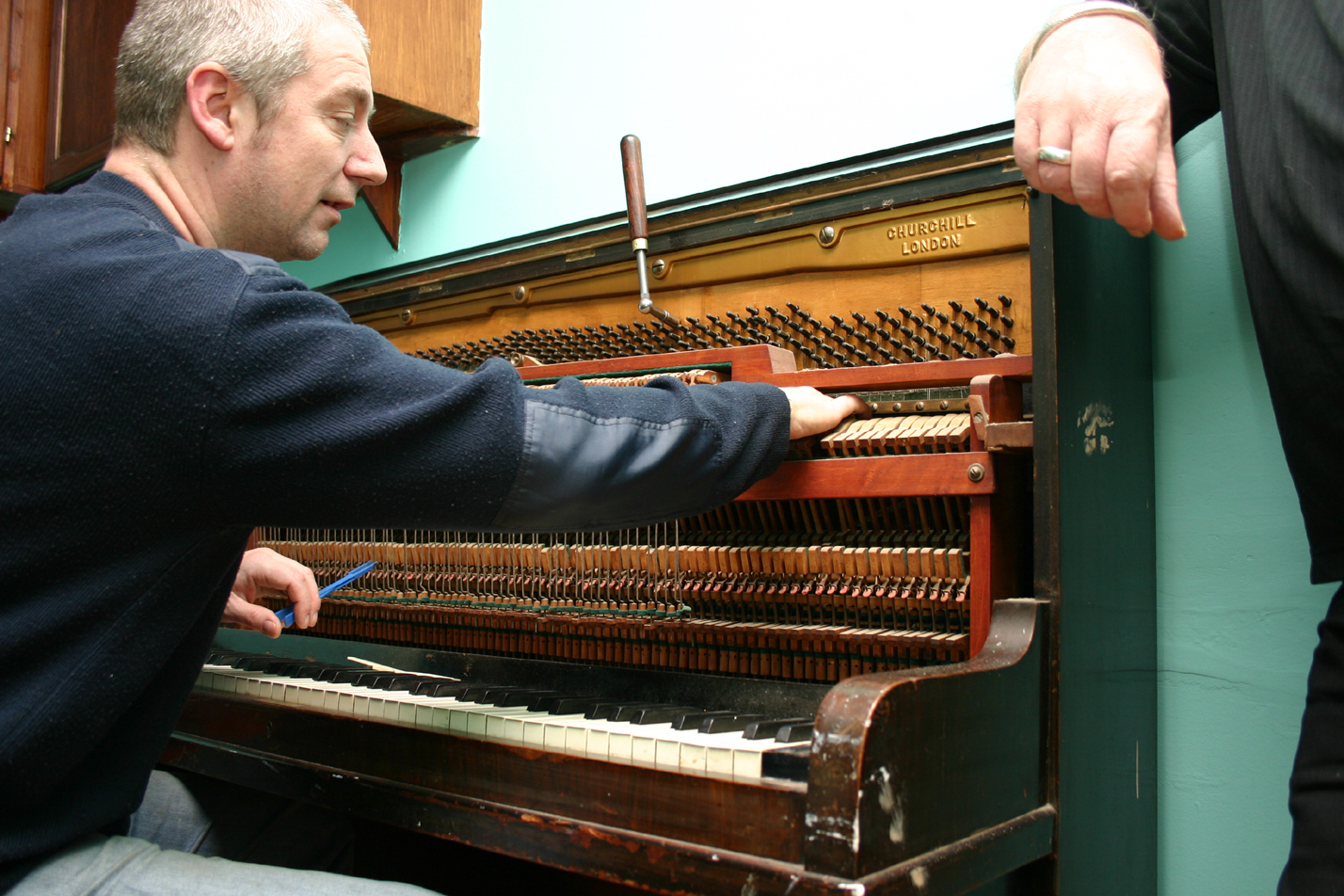
Мастер настраивает фортепиано

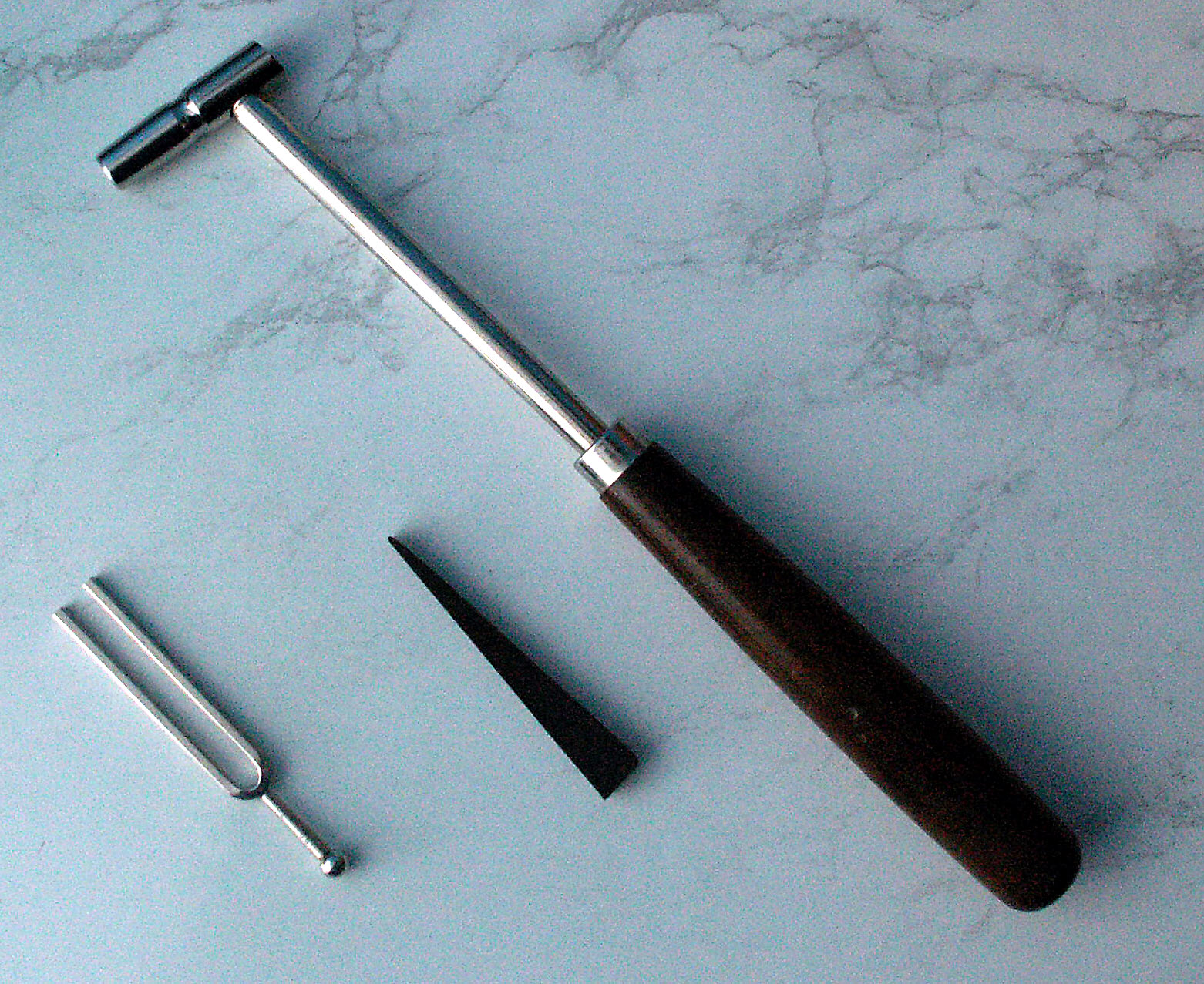
Камертон, заглушка, и ключ для натяжения струн фортепиано

Фортепиано требует правильных условий содержания, а также регулярной настройки, так как с течением времени натяжение струн инструмента ослабляется. Периодичность настройки зависит от класса инструмента, качества его изготовления, его возраста, условий содержания и эксплуатации. Настройка, как правило, производится не самим исполнителем, а специалистом — мастером-настройщиком фортепиано.
Клавишные музыкальные инструменты (фортепиано) оснащены сложным механизмом, их корпус тщательно отделан и отполирован. В связи с этим они нуждаются в бережном и умелом обращении при транспортировке, содержании их в определённых условиях при постоянном уходе. Основными причинами, вызывающими различные дефекты и неисправности непроизводственного характера в инструменте, являются:
- Толчки и сотрясения в ходе перевозки;
- Негативное влияние высоких температур;
- Чрезмерная влажность или сухость воздуха;
- неумелое обращение с инструментом в процессе настройки, регулировки и/или ремонта.

Соблюдение правил содержания и ухода за фортепиано обеспечит сохранение акустических характеристик (звучания), его игровых качеств и внешней отделки инструмента на длительный срок. После доставки на квартиру потребителя новый или подержанный инструмент следует проверить, при необходимости отрегулировать его механизм и настроить. В связи с тем, что сила натяжения струн пианино или рояля достигает 20 тонн, возникают значительные напряжения в чугунной раме и деревянных деталях корпуса, поэтому фирма «Стейнвей и Сыновья» не рекомендует поднимать строй выше 440 Гц. По мере постепенного выравнивания этих напряжений инструмент по истечении значительного времени приходит в устойчивое состояние. Вдобавок ко всему, игра на новом инструменте ведёт к постепенному уплотнению сукна механизма и сопровождается вытягиванием струн. Именно поэтому новое пианино в течение первого года использования необходимо не менее двух раз повторно настроить и отрегулировать. Древесина и сукно, применяемые для изготовления пианино и роялей — гигроскопичны: они могут разбухать или усыхать в зависимости от перепадов влажности воздуха. В целях предохранения фортепиано от неисправностей рекомендуют хранить его в нормальных условиях, которыми являются температура воздуха от +12 °С до +25 °С и влажность воздуха 42 %. В зимнее время года пианино, попадая с улицы в жилое помещение, подвергается воздействию резкой перемены температуры и влажности. В этом случае не следует открывать клавиатурную и верхнюю крышки в течение суток, чтобы механизм и другие внутренние части фортепиано прогревались постепенно до комнатной температуры. Наружные поверхности инструмента могут при этом «отпотеть», то есть покрыться влагой. Влажные поверхности не следует вытирать, необходимо подождать пока они подсохнут. После просушки инструмента его необходимо тщательно протереть сухой мягкой шерстяной или фланелевой тряпкой, особенно все металлические части.
Для сохранения инструмента в исправном состоянии необходимо соблюдать следующие правила:
1. Не ставить инструмент у холодных и сырых стен, возле печей и отопительных приборов;
2. Регулярно, не менее раза в год, настраивать инструмент и чистить его механизм от пыли, для чего следует приглашать мастера-настройщика. Неумелая настройка и регулировка могут вызвать серьёзные дефекты в инструменте;
3. При обтирании пыли с полированных частей инструмента пользоваться только сухой мягкой ветошью;
4. Следить за чистотой клавиатуры; загрязнившиеся клавиши надо протирать слегка влажной тканью, следя, чтобы вода не протекала между клавишами, а затем вытирать клавиши насухо;
5. После окончания игры обязательно закрывать клап (крышку) клавиатуры.

В настоящее время в Европе для обеспечения сохранности фортепиано повсеместно — в концертных залах, учебных заведениях и частных домах — используют приборы контроля влажности, увлажнители и регуляторы влажности. Система климат-контроля поддерживает постоянную температуру и влажность внутри инструмента и хорошо оправдывает себя, продлевая срок его эксплуатации в 2—3 раза. Утверждения некоторых фирм о «лицензированной установке» — исключительном праве на продажу — не подтверждаются европейской практикой.

## Фабричное производство клавишных в СССР
В начале 1930-х гг. в Ленинграде было начато первое в СССР конвейерное производство.
В 1951 году Черниговская фабрика музыкальных инструментов освоила производство пианино марки «Украина», а с 1955 года малогабаритного пианино (впервые в УССР). В 1955 работниками предприятия также был создан конвейер по сборке клавишных музыкальных инструментов — каждые 12 минут со 100-метровой конвейерной ленты сходило новое пианино, что составляло около 40 штук в день.

## Галерея

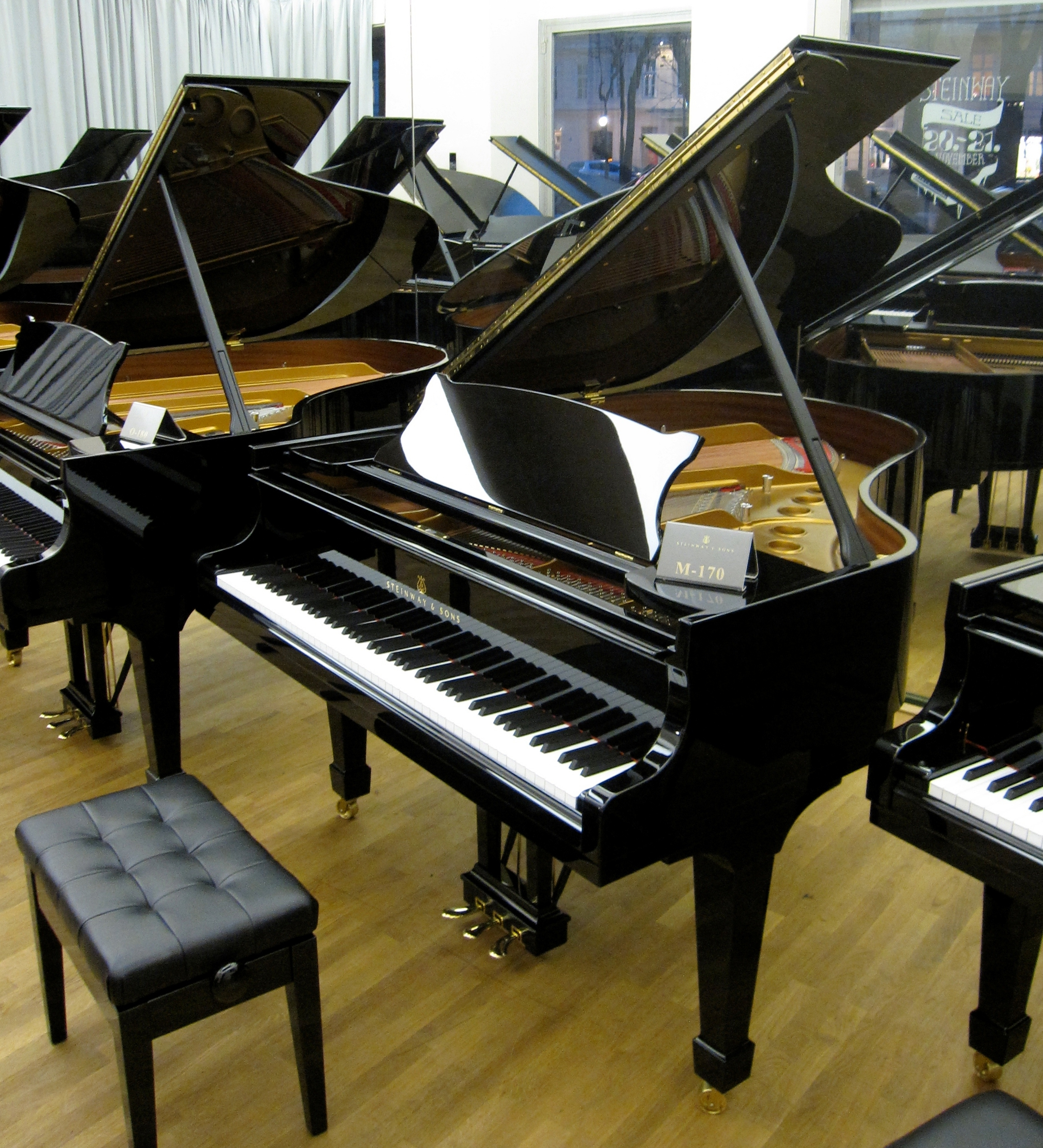
Steinway & Sons, модель M-170, рояль с отделкой из полированного полиэстера
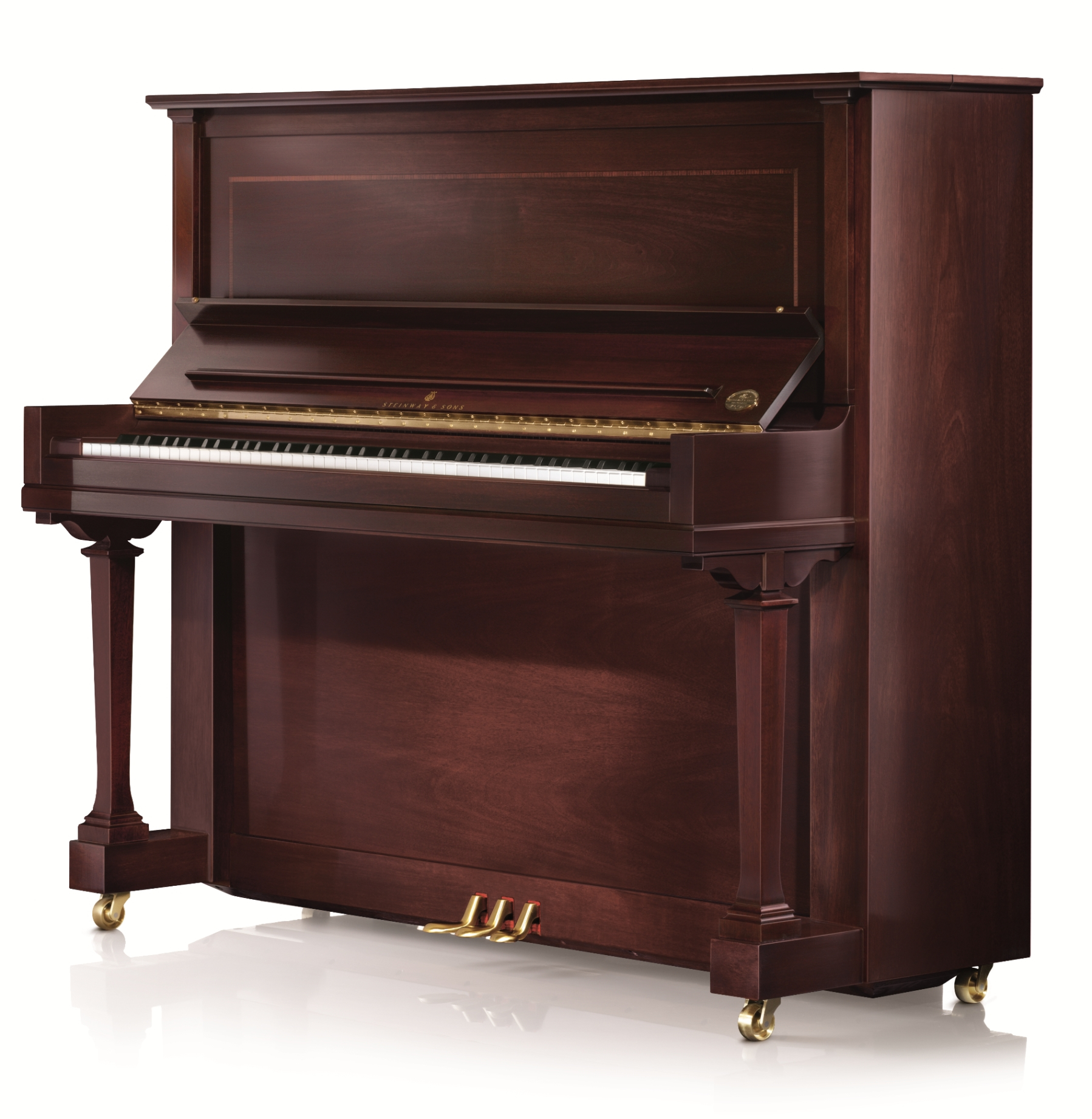
Пианино Steinway & Sons, отделка из красного дерева, модель K-52
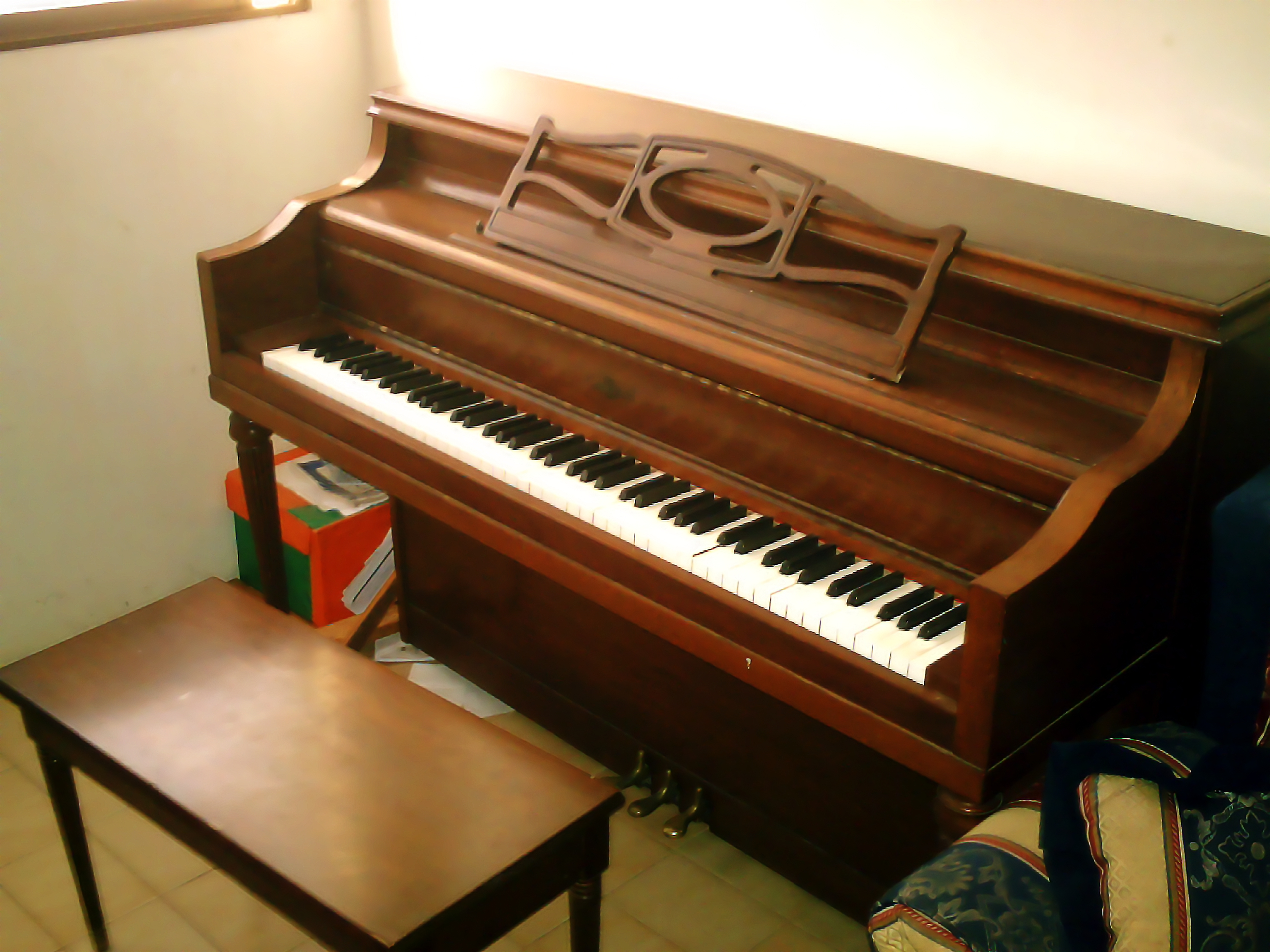
Пианино
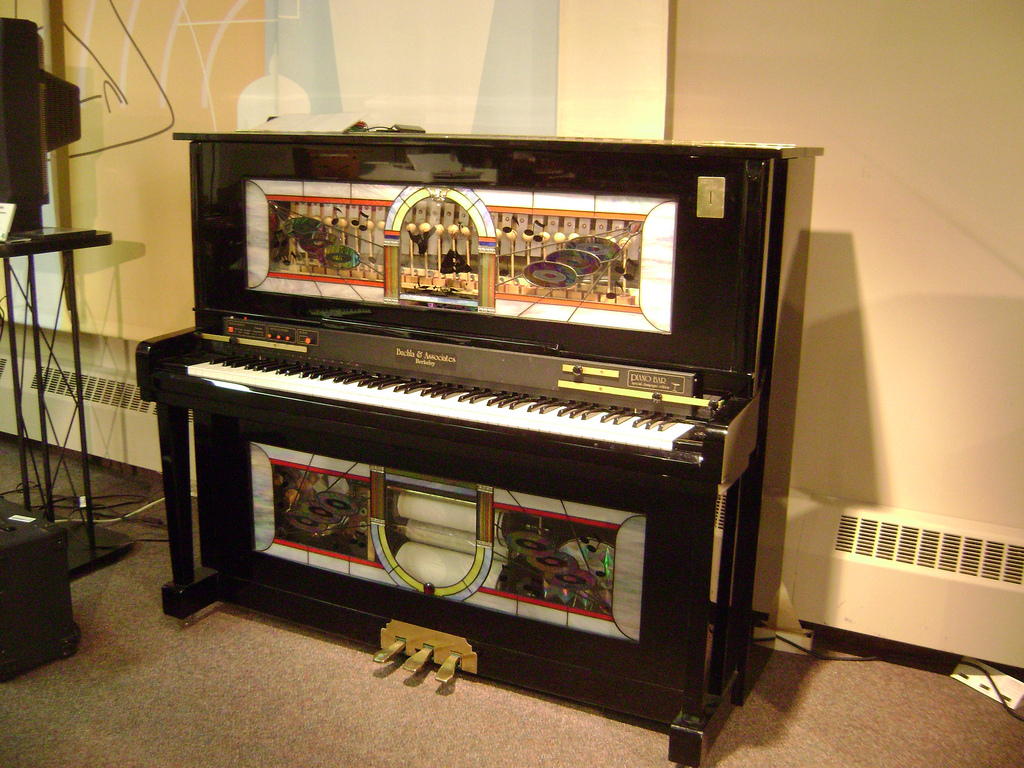
Buchla Piano Bar (2001)
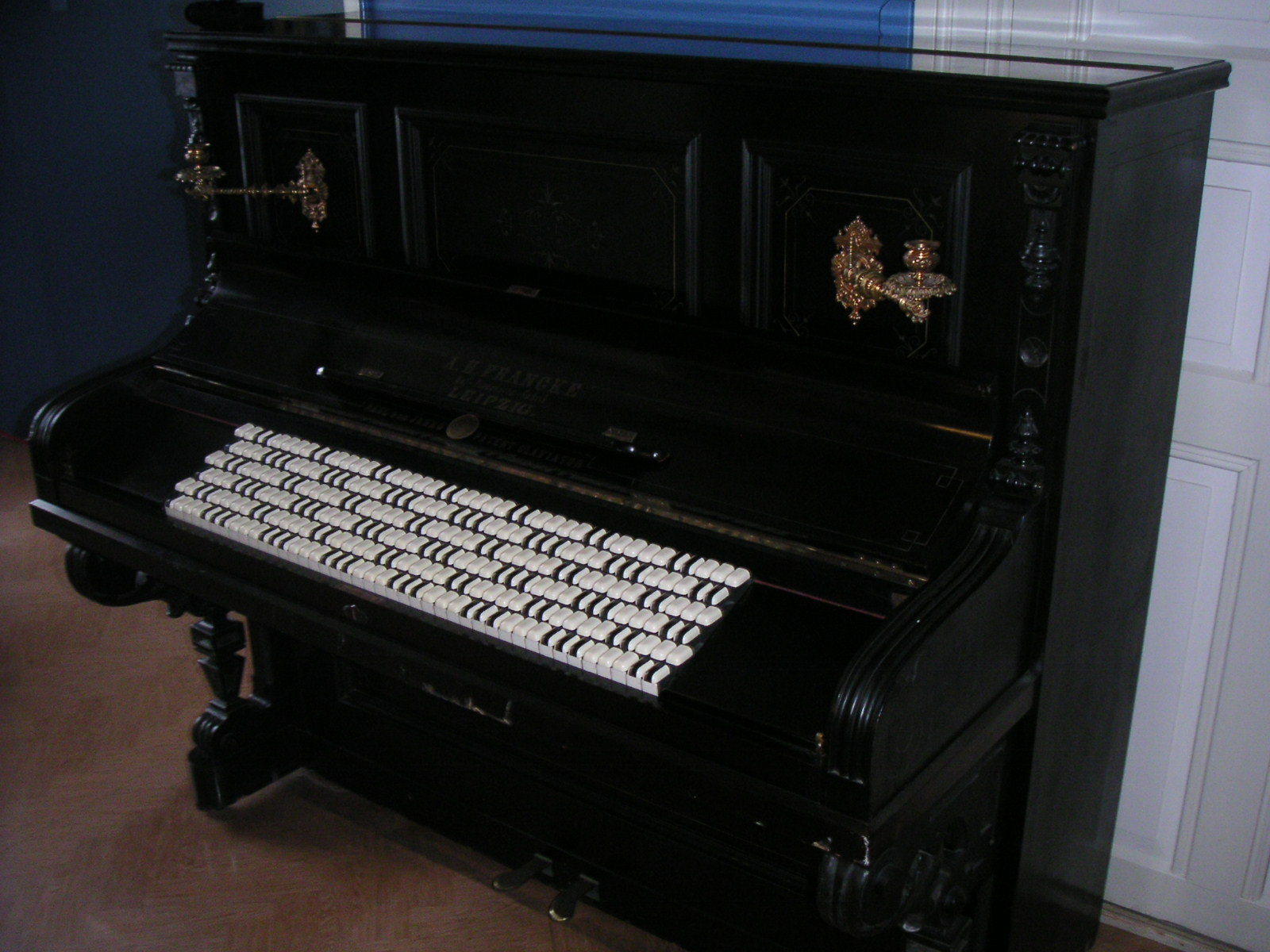
Пианино с клавиатурой Янко
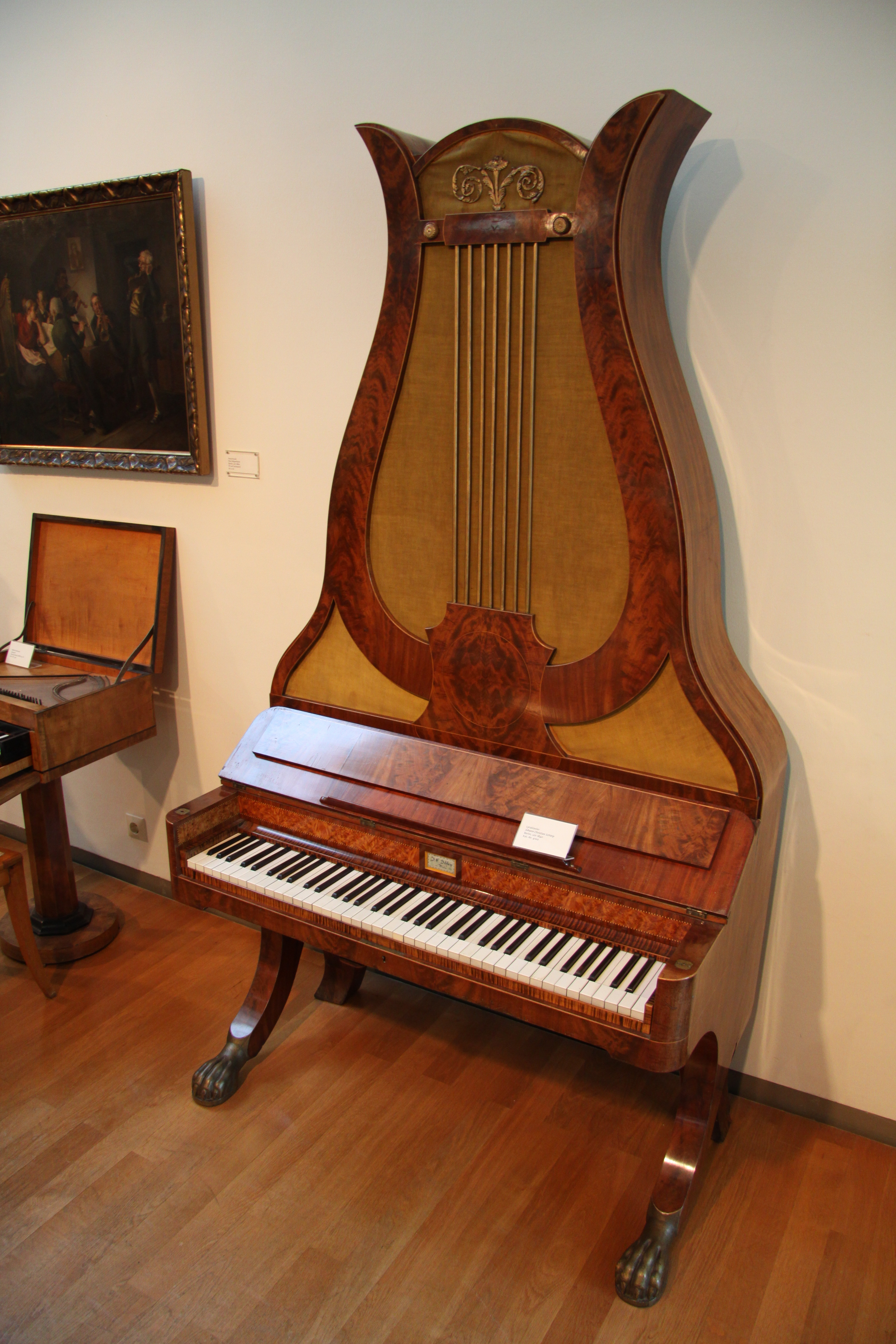
Пианино с оформлением под лиру (Берлин, ок. 1840). Музей музыкальных инструментов, Берлин
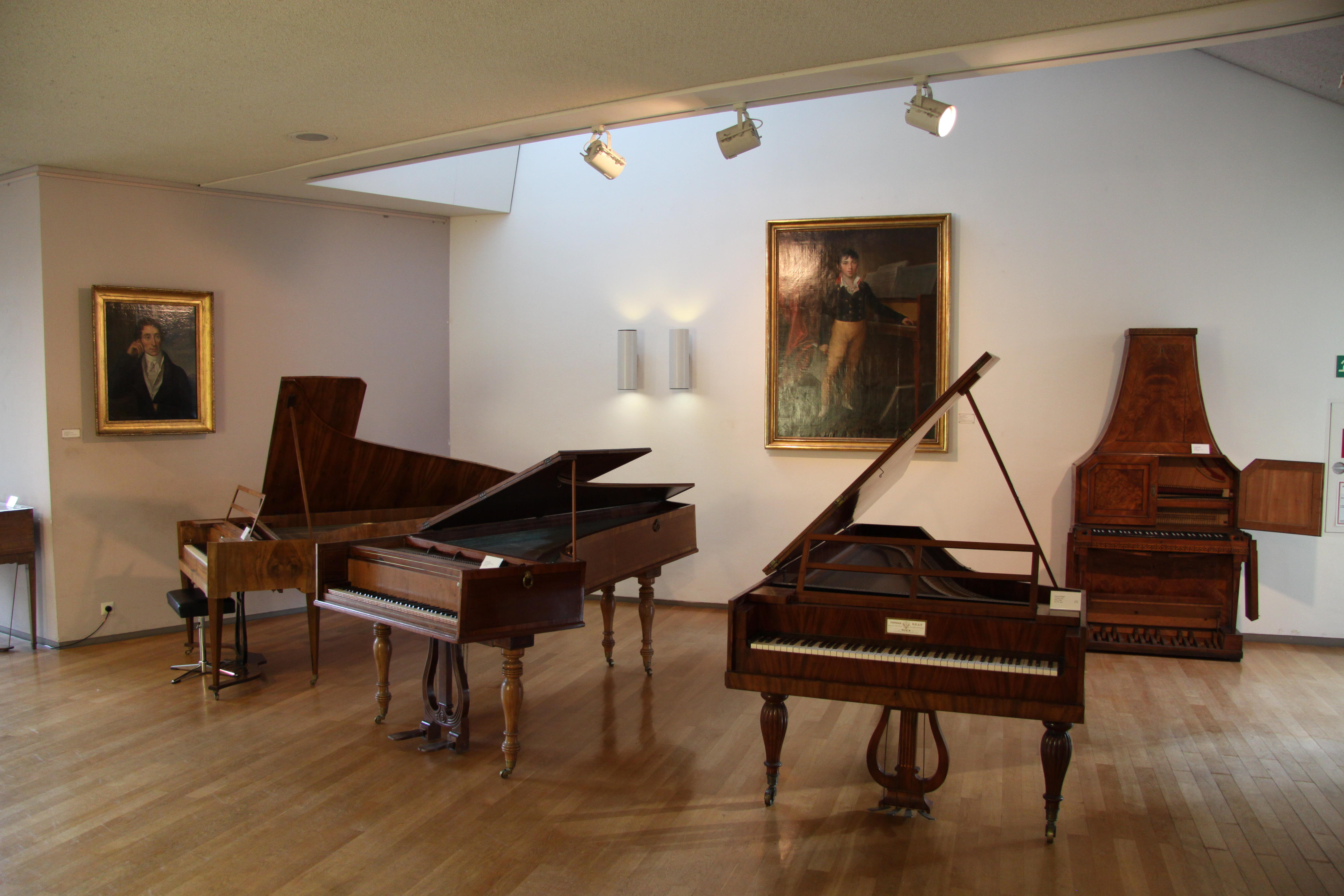
Рояли в музее музыкальных инструментов, Берлин